# Khemera Football Club
Khemera Football Club é um clube de futebol do Camboja. Disputou a primeira divisão pela última vez em 2007.

## Títulos
Campeonato Cambojano: 2 (2005 e 2006)
 Copa Hun Sen: 1 (2007)

## Notáveis futebolistas
- Ouk Mic
- San Narith
- Kouch Sokumpheak
- Om Thavrak
- Tieng Tiny

- Ali Chigozie Anthony,
- Kenneth Nwafor,
- Nelson Oladiji,

- Kevin Q Anderson